# ヨハネス・ユストゥス・ライン

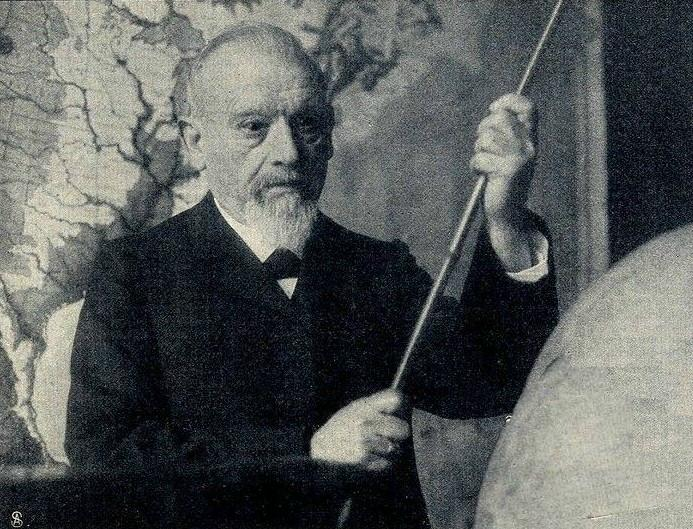
ヨハネス・ユストゥス・ライン

ヨハネス・ユストゥス・ライン (Johannes Justus Rein, 1835年1月27日 - 1918年1月23日) は、ドイツの地理学者並びに日本専門家。

## 経歴

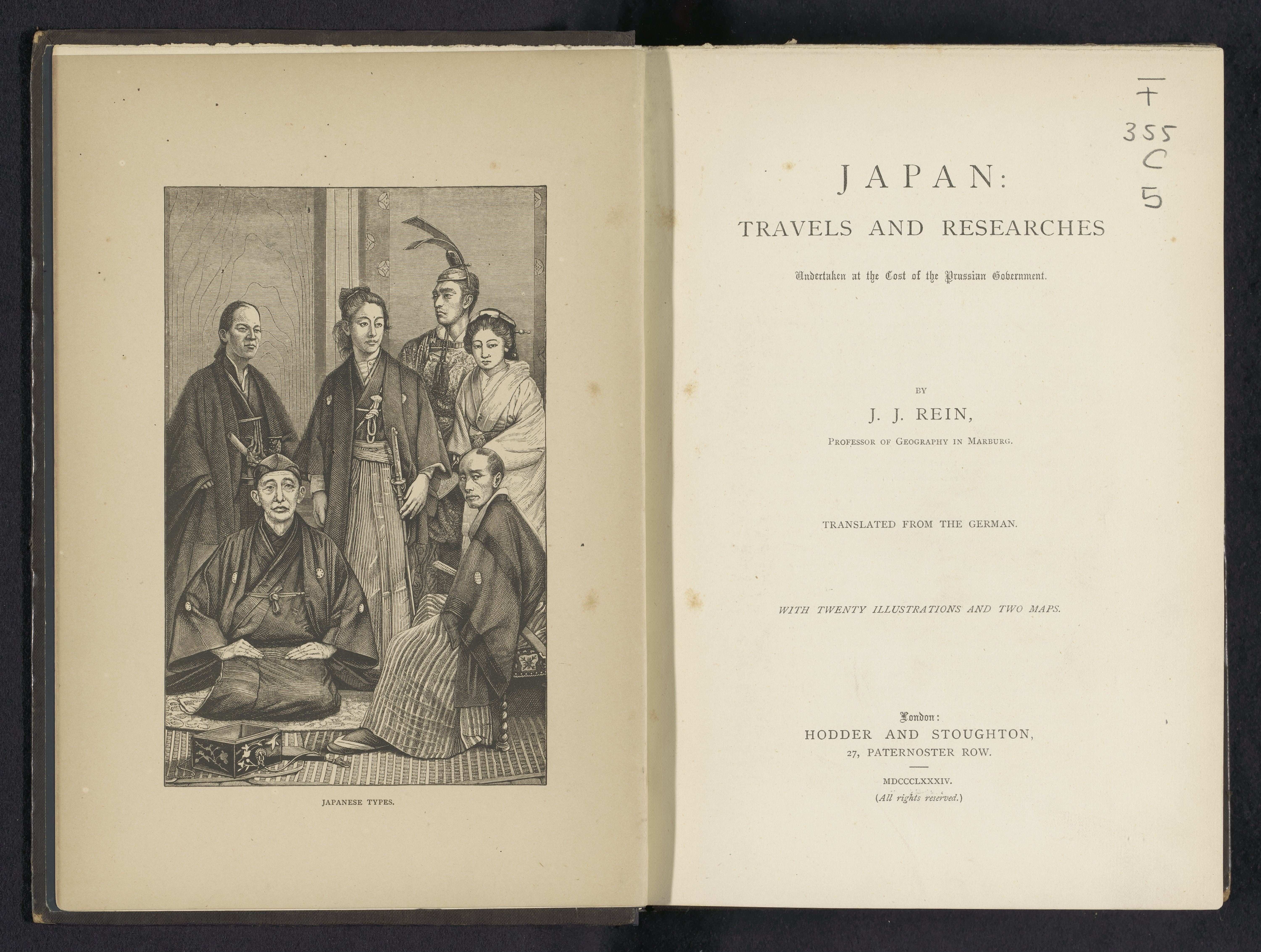
ラインが著した日本研究書。英語版の中扉

ヘッセンのラウンハイムで国境警備隊の子として生まれ、ギーセン大学において植物学並びに科学を勉強した。1854年に教師養成校に入り、フランクフルト・アム・マインなどで教職に就いたのち、1861年にロストック大学で博士号取得。再び教師となり、ドルパート及びバミューダ諸島、イギリスなどでも家庭教師をした。ロンドンでは大英博物館に通って研究を続けた。1870年までゼンケンベルク自然史協会のディレクターも務めた。研究のため世界各地を旅し、1973年に再びゼンケンベルク自然史協会の理事となった。
1873年（明治6年）10月、プロイセン王国政府の命により、日本の工芸調査ため出国し、来日後は工芸研究のかたわら、北海道を除く日本各地を旅行し、地理や産物を調査する。通訳として三田佶が同行した。ラインを日本に送りこんだプロイセン政府の意図は、「当時ヨーロッパで人気のあった漆器をプロイセンでつくる」「堅牢な塗料としての漆を兵器のサビ止めとして利用する」ために、ウルシノキを持ち帰らせようというものであった。結果としてこの目論みは失敗に終わった。
同年7月、白山の自然と白山信仰について調べるために白山登山を行う。その帰路に石川県白峰村（現白山市）に立ち寄り、手取川右岸の当時「大崩れ」と呼ばれていた地点で、十数個の植物の化石を拾い、友人のガイラー (H. Th. Geyler) に調査を依頼した。ガイラーは、この化石がジュラ紀中期ごろのものであることをつきとめ、1877年に論文にまとめ発表した。この地点はのちに桑島化石壁と呼ばれ、1957年（昭和32年）に手取川流域の珪化木産地として国の天然記念物の指定を受けた。また、化石壁の裏側をくりぬいて作られたトンネルには、ラインの功績を称え「ライントンネル」の名が与えられている。

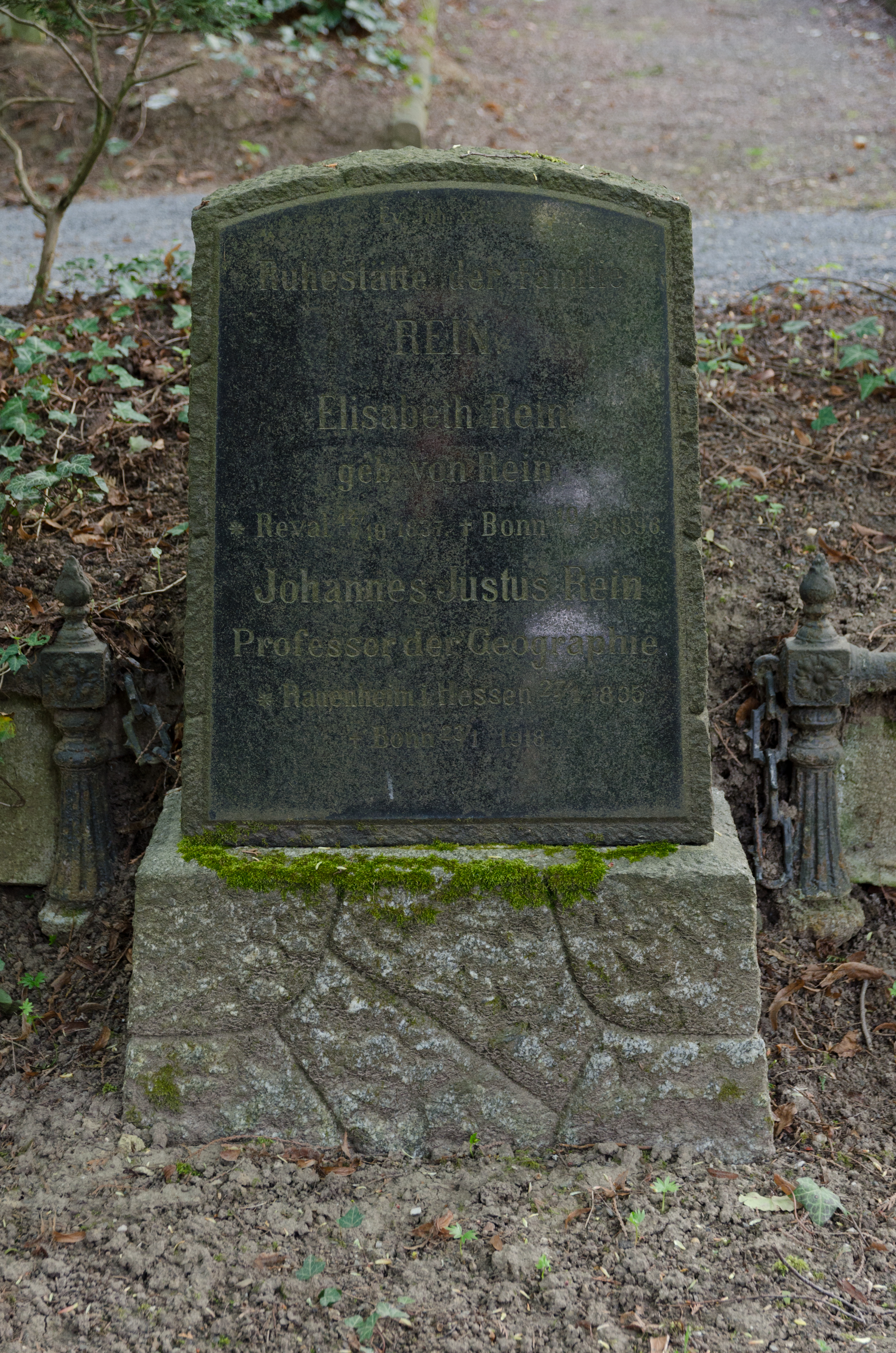
ボン市内の墓地にあるライン家の墓。

1876年（明治9年）に帰国し、マールブルク大学地理学教授に就任。1880年には国立科学アカデミー・レオポルディーナの会員となり、1883年にはフェルディナント・フォン・リヒトホーフェンの後継としてボン大学地理学教授に就任。1981年、1886年に『Japan nach Reisen und Studien im Auftrage der Königlich Preussischen Regierung（プロイセン王国による日本への派遣）』と題した報告書2巻刊行、本書はジャポニスムブームで注目されていた独特で高度な日本の工芸技術を詳述したものとして好評を博し、英語版が出たほか、1905年にはドイツ語版が再び刊行された。1888年にはイギリスの王立地理学会の会員にも推薦され、1893年のシカゴ万博、1900年のパリ万博では審査官を務めた。近衛篤麿、新渡戸稲造ら訪独した日本人とも多く交流し、西園寺八郎（西園寺公望の娘婿）はライン家に寄宿した。1910年に引退し、ボンで没した。

## 著作
- 『日本』第1部 自然誌（1881年発行）・第2部 産業史（1886年発行）
- 『みかどの国の自然と国民』（1881年発行）

## 参考資料
『ライン祭記念誌復刻版』平成4年発行 ライン博士顕彰会（白峰村役場内）
『ライン祭』1982年から　発行 ライン博士顕彰会　問い合わせライン博士顕彰会

## 著書
- Japan nach Reisen und Studien im Auftrage der Königlich Preussischen Regierung. 2 Bände. Leipzig: Engelmann 1881/86. 2. Auflage des 1. Bandes Leipzig: Engelmann 1905.（ドイツ語）

## 追記
- 桑島化石壁が存在する旧白峰村は、ラインの功績をたたえ毎年「ライン祭」を行っている。
- 2015年、白山市合併10周年を記念し「ライン賞」が創設された。ライン博士を顕彰するとともに、小中学生の「化石」や「地理」への関心を深めることが目的。[3]